# Conselho Nacional da Amazônia Legal
O Conselho Nacional da Amazônia Legal é o orgão que foi criado com objetivo de acompanhamento da política nacional integrada para a Amazônia Legal, criado em 22 de Outubro de 1993, o foco principal está em coordenar políticas que harmonizem as ações do governo em relação as populações amazônicas, articular ações para implementações dessas políticas, opinar projetos de Leis em relação a Amazônia Legal e deliberar e propor medidas sobre situações sobre a Amazônia Legal.

## História
O Conselho Nacional da Amazônia Legal foi criado em 1993, durante o governo do Itamar Franco, subordinado ao Ministério do Meio Ambiente. Em 1995, foi regulamentado por Fernando Henrique Cardoso e desde então manteve-se sob o comando da pasta ambiental. Em fevereiro de 2020, durante o governo Bolsonaro, a coordenação do Conselho foi repassada ao vice-presidente da república. Entre as atribuições dadas ao Conselho, de maneira geral estão: propor políticas relacionadas a preservação e proteção da Amazônia Legal, o desenvolvimento sustentável, fortalecer a presença do Estado na Amazônia Legal, auxiliar na implementação de políticas públicas visando a inclusão social e cidadania na Amazônia Legal e assegurar o aperfeiçoamento em relação a proteção da Amazônia Legal, assim como as pesquisas cientificas.
Alguns avanços podem ser citados em relação ao que se foi obtido ao longos dos anos:
- Estruturação do Portifólio de Governança da Amazônia Legal, presente no plano estratégico 2020/2030; e Plano Amazônia 21/22, instrumentos norteadores para os trabalhos do Conselho.
- Maior presença do Estado na região.
- Fortalecimento na fiscalização ambiental.
- Execução de Operações de Garantia da Lei e da Ordem Verde Brasil I e II e Samaúma.
- Criação do Grupo de Integração para Proteção da Amazônia (Gipam), um fórum multidisciplinar conduzido pelo Centro Gestor e Operacional do Sistema de Proteção da Amazônia (Censipam), que tem como objetivo a fiscalização e combate a ilícitos ambientais.

O Conselho Nacional da Amazônia Legal continua atuante e ocorreram mudanças no ano de 2023, no Governo Lula, foi revogado o decreto de 2020, o intuito foi que a partir dessa revogação as ações de combate aos crimes ambientais fossem realizadas no âmbito do Plano de Ação para Prevenção e Controle do Desmatamento na Amazônia Legal, que voltou a vigorar na nova gestão.